# Richard Neville, Salisbury grófja
Richard Neville (Durham, 1400 –‎ wakefieldi csata, 1460. december 30.) Salisbury grófja, korának egyik legtehetősebb és legbefolyásosabb angol főura volt, aki a York-ház oldalán harcolt a rózsák háborújában. Salisbury és fia, Richard Neville, Warwick grófja Plantagenet Richárd yorki herceg legerősebb szövetségesei voltak, akik lehetővé tették számára, hogy fellépjen a mentálisan beteg Lancaster-házi király, VI. Henrik ellen.

## Élete
Richard Neville Ralph Neville (1354–1425), Westmorland grófja és második felesége, Joan Beaufort legidősebb fiaként született. 1428-ban megörökölte apósa, Salisbury grófi címét és az azzal járó gazdag birtokokat. Anyja 1440-es halála után vagyona tovább nőtt, és Észak-Anglia leggazdagabb mágnása lett. Tíz gyermeke született.
1420-ban ütötték lovaggá. 1420 és 1434 között a skót határterület nyugati részét felügyelte. 1436-ban részt vett a százéves háború lezárására irányuló tárgyalásokon. Ebben az évben a Térdszalagrend lovagja lett.
Az 1450-es években, a király mentális állapotát kihasználva, hatalmi vetélkedés kezdődött Plantagenet Richárd és Edmund Beaufort, Somerset hercege között. Salisbury nehéz helyzetbe került, mivel anyja révén vérségi rokona volt Somersetnek, York felesége viszont testvére, Cecily Neville volt. 1452-ben, amikor a viszony elmérgesedett York és Somerset között, Salisbury és fia békítőként lépett fel, mivel sem York súlyos büntetését, sem udvari kapcsolataik gyengülését nem akarták.
1453-ban a Neville-k felhagytak ezzel a politikával, mivel Somerset és Warwick között vita alakult ki több walesi birtokról, északon pedig a Percyk zaklatták a Neville-eket. Ebben a helyzetben egyértelmű volt, hogy nem számíthatnak a Somerset által irányított királyi udvar segítségére, ezért az északi területek mágnása, York szövetségesei lettek. Salisbury és fia 1454-ben támogatta Richárd igényét a régensi címre. York ezt azzal hálálta meg, hogy Salisburyt nevezte ki lordkancellárnak.
VI. Henrik 1455-ös visszatérése a hatalomba véget vetett York protektorátusának, és Salisbury is elvesztette udvari pozícióját. Somerset visszatérése után Salisbury fiával és Richárddal nyílt fegyveres zendülést kezdeményezett, és az Első Saint Albans-i csatában legyőzték VI. Henrik csapatait. 1456-ban Salisbury északra vonult vissza. 1459-ben ötezres sereg élén érkezett Lodlow-hoz, hogy York oldalán megütközzön a királyi csapatokkal. Útközben Blore Heath-nél megverte a Lancaster-párti sereget. Ludlow-nál, Andrew Trollope átállása miatt elmaradt az ütközet, és Salisbury Warwickkal és York fiával, Eduárddal Calais-ba menekült.
Salisbury 1460 júniusában tért vissza Angliába, és London ellen indult. Júliusban a király ismét fogságba esett, és Salisbury lett a főkamarása. Októberben nem támogatta York azonnali igényét a koronára, de azt elfogadta, hogy VI. Henrik halála után Richárd legyen az örökös. December 9-én csatlakozott Yorkhoz, aki északra indult, hogy leverje a kibontakozó Lancaster-párti ellenállást. A december 30-ai Wakefieldi csatában York meghalt, Salisbury elmenekült, de elfogták, és másnap kivégezték. Fejét – Richárdéval együtt – Yorkban közszemlére tették.